# Henri Masson
Henri Masson (n. 17 ianuarie 1872, Paris, Franța – d. 17 ianuarie 1963, Meudon, Région parisienne, Franța) a fost un scrimer francez, medaliat olimpic. A participat la o ediție a Jocurilor Olimpice (1900) în care a câștigat o medalie de argint.

## Participări
Lista de mai jos prezintă principalele competiții la care a participat Henri Masson de-a lungul carierei.
- fencing at the 1900 Summer Olympics – men's foil[*]